# Schuhplattler

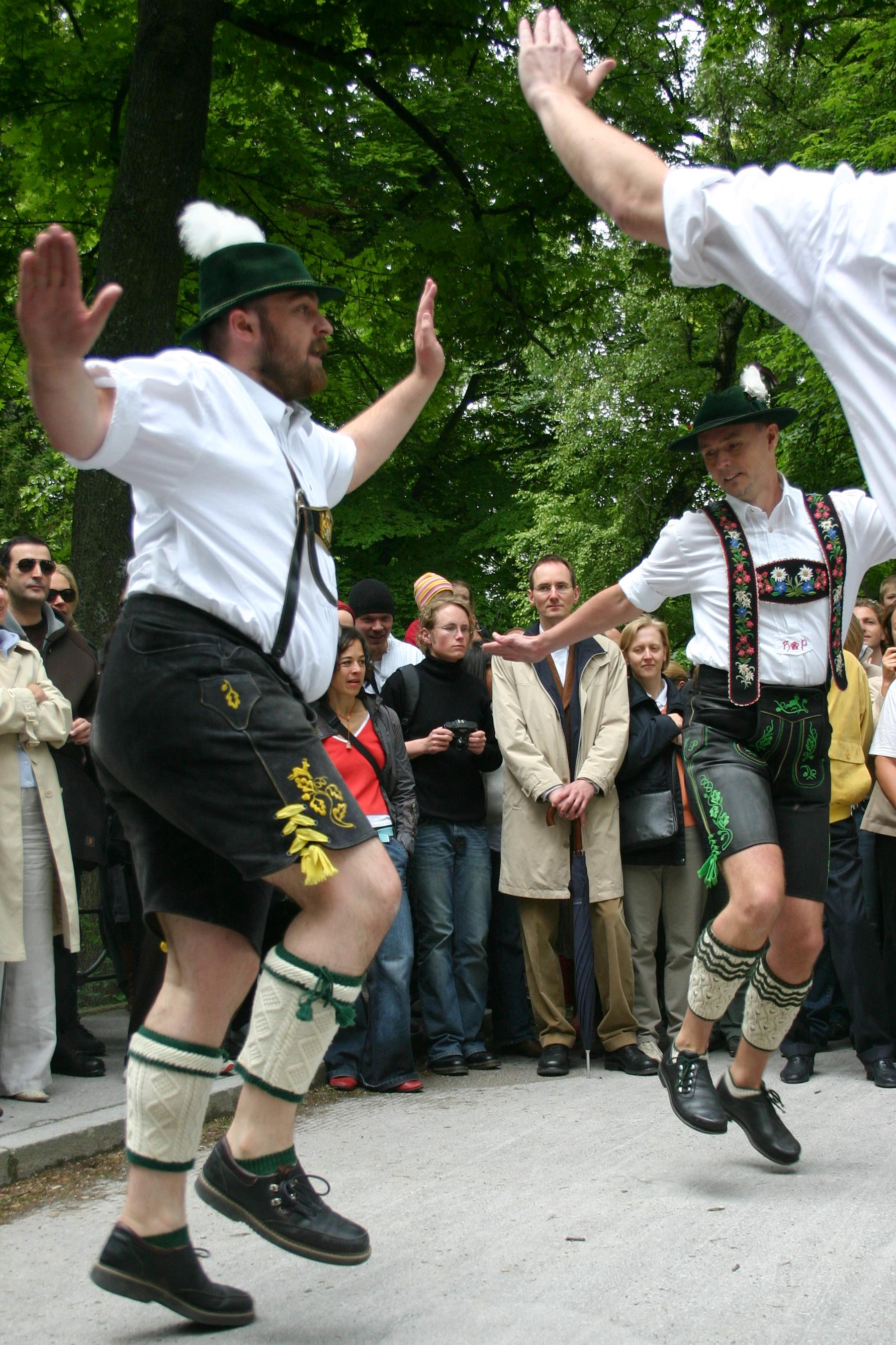
Danseurs de schuhplattler en costume traditionnel à Munich

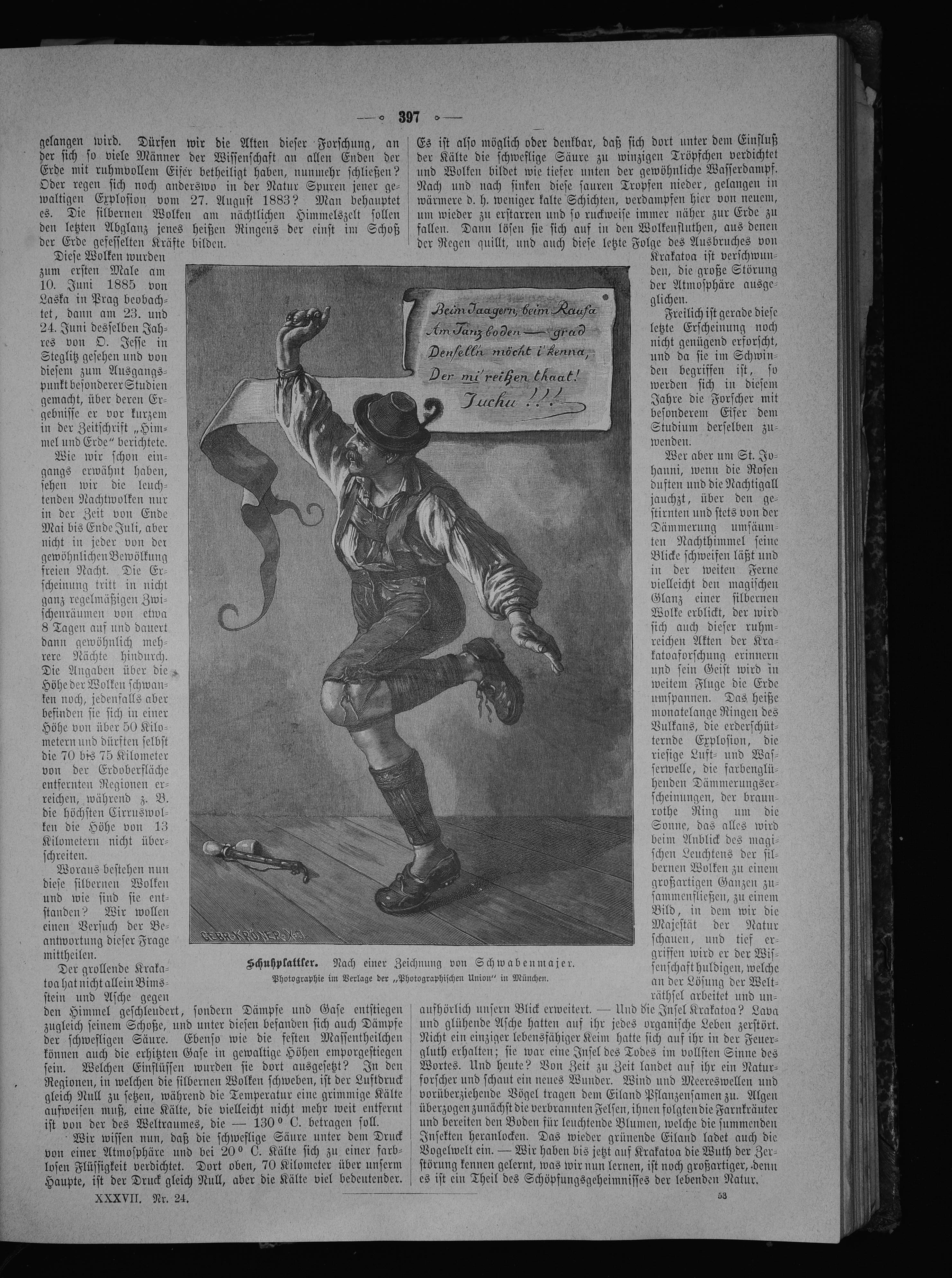
Illustration du schuhplattler en 1889

Le schuhplattler est une danse folklorique principalement pratiquée en Haute-Bavière et en Autriche.

## Histoire
Le nom de « Schuhplattler » (de Schuh, « chaussure » en allemand, et platteln, « frapper » en dialecte bavarois, soit la danse du « frappe-chaussures ») vient du bavarois au XIXe siècle. La danse en elle-même est toutefois antérieure à sa dénomination. Le plus ancien témoignage de son existence est un document rédigé par un moine anonyme, probablement un bénédictin de l’abbaye de Tegernsee, qui décrit vers l'an 1030 dans le Ruodlieb (de) une danse aux gestes et aux mouvements ressemblant à ceux du schuhplattler. À l'origine, un danseur mettait un autre au défi de réaliser des figures acrobatiques et l'emporter. Ce schuhplattler originel aurait consisté à tourner sur soi-même en tapant des mains ou à danser une valse avec son partenaire – une tradition qui serait née entre Bad Tölz et Ruhpolding en Allemagne, et les vallées de la Salzach et de la Drave en Autriche.
Selon une théorie controversée, les pas s'inspireraient de l'observation du Grand Tétras durant sa parade amoureuse : au printemps, le mâle fait la roue avec sa queue et frappe le sol avec les ailes pour impressionner la femelle.
Le schuhplattler demeure une danse de couple. Cependant sa forme est libre et sans règles. Dans une mesure à trois temps d'un ländler, le danseur effectue une série de sauts et de sautillements au rythme de la musique. Ensuite, il se claque (plattelt) sur les jambes, les genoux et les pieds puis gifle (pascht) dans ses mains et tape des pieds. Il termine par une danse en rond. Cette forme est celle pratiquée au Tyrol du Sud. À Luson, on pratique une danse à quatre figures sur huit temps appelée « danse allemande ».
La première méthode est écrite en 1824 par les Rainer, une famille de musiciens originaires du Zillertal en Autriche et présentant des spectacles qui s'inspirent de cette danse. Les clubs de danse folklorique se créent en Bavière dans les années 1880. 
Platteln signifie taper des pieds et frapper des mains, cuisses et semelles, en sifflant et poussant des petits cris aigus d'allégresse.
Des danses folkloriques comparables, comprenant des frappes de la main sur les cuisses et les chaussures accompagnées de figures acrobatiques et réalisées en costume traditionnel, existent dans d'autres pays tels que la Hongrie, la Norvège, la Suisse, la Roumanie, l’Ukraine… et plus généralement à travers l’Europe centrale. En Roumanie subsiste par exemple une communauté allemande implantée depuis le Moyen Âge : les Allemands de Roumanie, eux-mêmes subdivisés en plusieurs communautés de Transylvanie. Ceci pourrait expliquer que la danse y ait été importée et modifiée, non sans humour, par les populations locales.

## Le schuhplattler traditionnel

### Cuivres champêtres, frappe des mains et des pieds
La forme traditionnelle est toujours pratiquée au sein d'associations de promotion d'une culture folklorique, en costume traditionnel, donnant lieu à des tournois entre deux individus ou entre groupes, avec un jury jugeant de la précision, de l'originalité et de la difficulté technique de la danse.

#### Tyroliennes et yodels
Le refrain est souvent alterné de chanteurs folkloriques entonnant joyeusement un yodel ou une tyrolienne.

### Répertoire
Le répertoire traditionnel comprend une cinquantaine de morceaux de musique en rythme ternaire (3/4, rythme de ländler) et binaire (2/4, polka ou marche), chacun d'entre eux étant associé à des figures spécifiques pour la danse, qui peuvent mettre en jeu des accessoires typiques de la région (bancs de bois, billot et scie, cloches de vaches…). La musique est jouée par la fanfare du village pour les fêtes et par un accordéoniste (accordéon diatonique de Styrie : steirische Ziehharmonika) pour les répétitions.
- L’un des morceaux les plus célèbres du genre est la Marche des bûcherons tyroliens (Tiroler Holzhacker Marsch, Tiroler Holzhacker Buab'n), une polka-marche tout droit issue de cette région, souvent jouée par une fanfare champêtre, entrecoupée de quelques intonations de joie proches du yodel et où les danseurs sont bien souvent munis d'une scie droite à cadre, en se mettant à plusieurs pour sectionner un tronc de sapin, illustré par le rythme du refrain.

- Parmi les autres compositions connues, la Danse des gifles est une valse entraînante presque humoristique, assortie de claquements de mains sur cuisses et galoches tout en tapant des pieds sur l'estrade, également jouée majoritairement par des cuivres.

- La Marche des instruments à vent de Mühlbach figure aussi au répertoire des traditions.

- La Polka du bûcheron (Holzknecht Polka), dont les refrains sont interprétés par des siffleurs.

- Le Plattler de Ruhpolding, d'Ammersee, de Hausham, de Reit im Winkl, etc. : chaque village de la région a composé son propre morceau et élaboré sa variation signature de la danse, reprise par tous les groupes de danseurs.

### Accordéon de Styrie
- Waschentanz est un morceau joué notamment à l'accordéon de Styrie, en forme de polka pour le refrain et de valse pour le couplet, avec toujours l'appui en rythme des claquements de mains et la frappe des membres inférieurs.

### Clochettes de table
- Enfin, quelques compositions comme le Plattler des cloches de vaches, ou clarines (Kuhglocken Plattler), alternent des mouvements de schuhplattler sur un tempo assez rapide, avec tout un ensemble de clochettes de table composant chacune des notes actionnées en alternance et/ou simultanément, jouées sur un rythme souvent plus lent, autre « spécialité » instrumentale du folklore autrichien.

### Ciseaux à froid
- Berg Knappentanz, polka et quelques autres compositions avec accordéon et cithare, alternent le frappement des mains et des pieds aux entrechocs de « ciseaux à froid »

### Ensembles folkloriques réputés
- Un ensemble orchestral typique accompagné de chanteurs de yodel est celui formé par les musiciens de Kitzbühel (de la « colline aux chamois » au Tyrol), les Kitzbüheler Nationalsänger, dont Toni Praxmair fut l'un des principaux dirigeants.

- Le groupe D'Sprugger Buam, conduit par Albin Haller.

- Die Schlernhexen, direction Thomas Redolfi.

## Le schuhplattler contemporain
Au début du XXe siècle, l'image du danseur apparaît dans la publicité. Dans les années 1950, la version à quatre temps avec des garçons s'impose pour présenter la danse aux touristes. Aujourd'hui, de nombreux groupes acceptent les filles et donnent un style jeune et moderne à cette danse en y incluant de nouvelles figures contemporaines et de la musique actuelle.
Les interprétations classiques et modernes cohabitent dans les festivals, les émissions de télévisions et autres événements consacrés au schuhplattler.
Les touristes en visite en Autriche, notamment au Tyrol, apprécient généralement les spectacles et concerts folkloriques liés à ces traditions et coutumes ancestrales, étant souvent entraînés par des organisateurs enthousiastes à y participer en fin de spectacle.

## Disques
Plusieurs disques, notamment parus sur le label allemand Ariola, ont été exportés en France, et quelques-uns furent supervisés par Pierre-Marcel Ondher, notamment : Musique aux sommets (1964), Curiosités tyroliennes Vol. 1 (1971) et Fête au Village tyrolien (2011).

## Source, notes et références
- (de) Cet article est partiellement ou en totalité issu de l’article de Wikipédia en allemand intitulé « Schuhplattler » (voir la liste des auteurs).

1. ↑  « le « Schuhplattler » - Karambolage - ARTE » (consulté le 15 février 2022)